# Cathédrale Saint-Louis-Roi-de-France de Jérémie
Cette  cathédrale n’est pas la seule cathédrale Saint-Louis-Roi-de-France.
 (décembre 2023).
Si vous disposez d'ouvrages ou d'articles de référence ou si vous connaissez des sites web de qualité traitant du thème abordé ici, merci de compléter l'article en donnant les références utiles à sa vérifiabilité et en les liant à la section « Notes et références ».
La cathédrale Saint-Louis-Roi-de-France est un édifice religieux situé dans la ville de Jérémie à Haïti.

## Localisation
La cathédrale de Jérémie est située au cœur de la ville avec son porche tourné vers la mer et le golfe de la Gonâve. Le parvis donne sur la place Dumas.

## Histoire
Il existait à Jérémie une ancienne église qui fut détruite lors d'un incendie survenu en 1874. 
En 1877, il fut décidé de reconstruire une église paroissiale. En 1879, un crédit de 30 000 gourdes fut voté par la Chambre des députés afin de commencer sa reconstruction. Les travaux ne prirent fin qu’en 1901. L'église fut consacrée au roi Saint Louis de France.
Le 20 avril 1972, fut créé le diocèse de Jérémie avec la division du diocèse des Cayes. L'église de Jérémie est alors devenue une cathédrale.
Le 6 octobre 2016, la cathédrale perdit son toit et sa croix pendant le passage de l'ouragan Matthew.
La toiture de la cathédrale s’est effondrée lors du séisme de 2021.

## Architecture
La cathédrale de Jérémie est remarquable par ses robustes contreforts et par la rosace qui rayonne sur sa façade. Elle domine la basse-ville et se distingue par la couleur rouge de ses murs.